# James Buchli
James Frederick Buchli (New Rockford, 20 giugno 1945) è un ex astronauta e ingegnere statunitense.